# Skuter

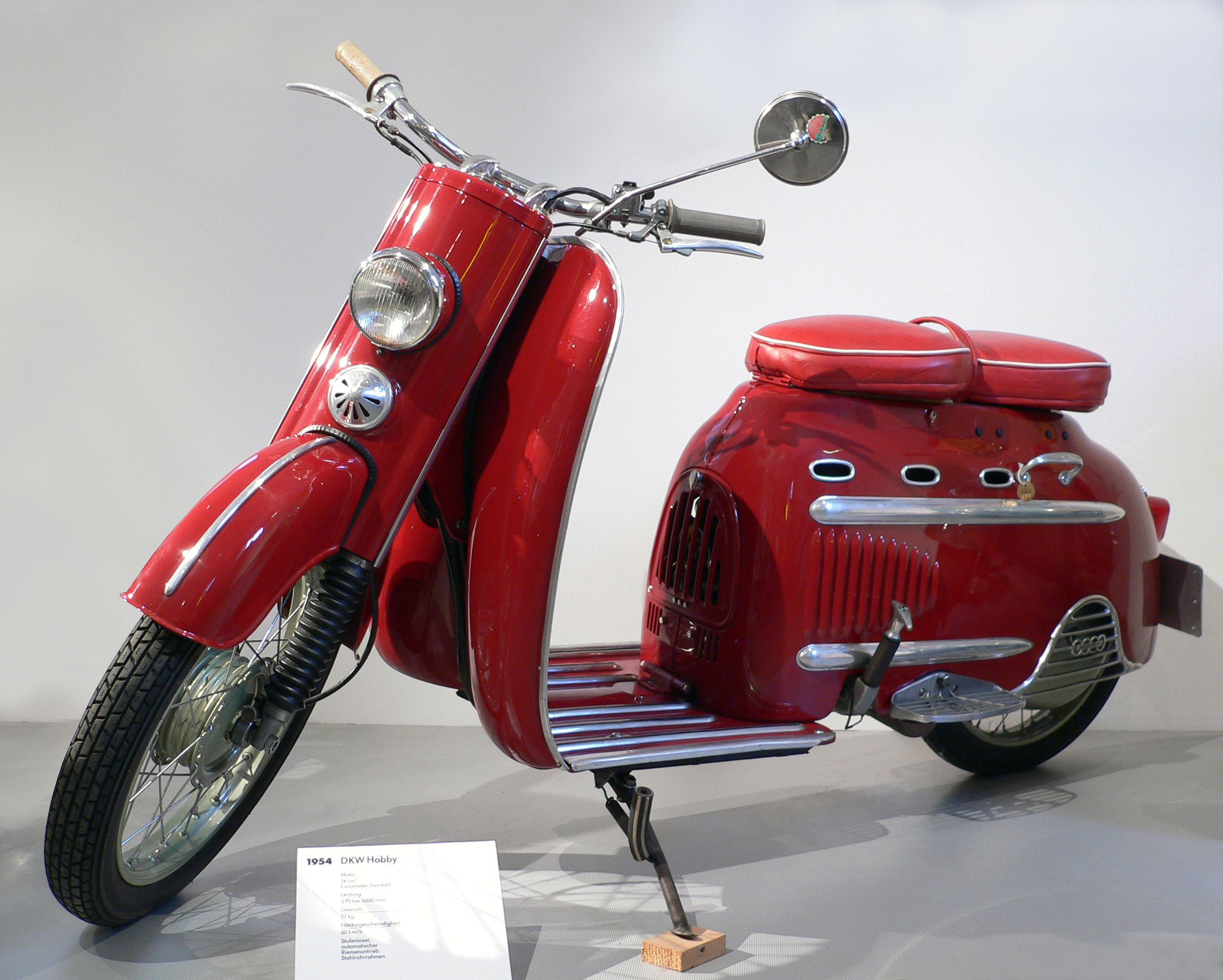
Skuter DKW Hobby

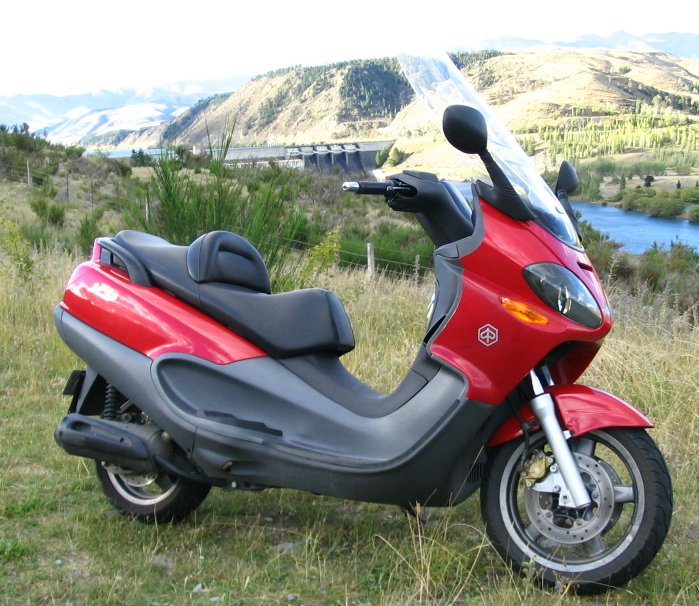
Skuter Piaggio X9

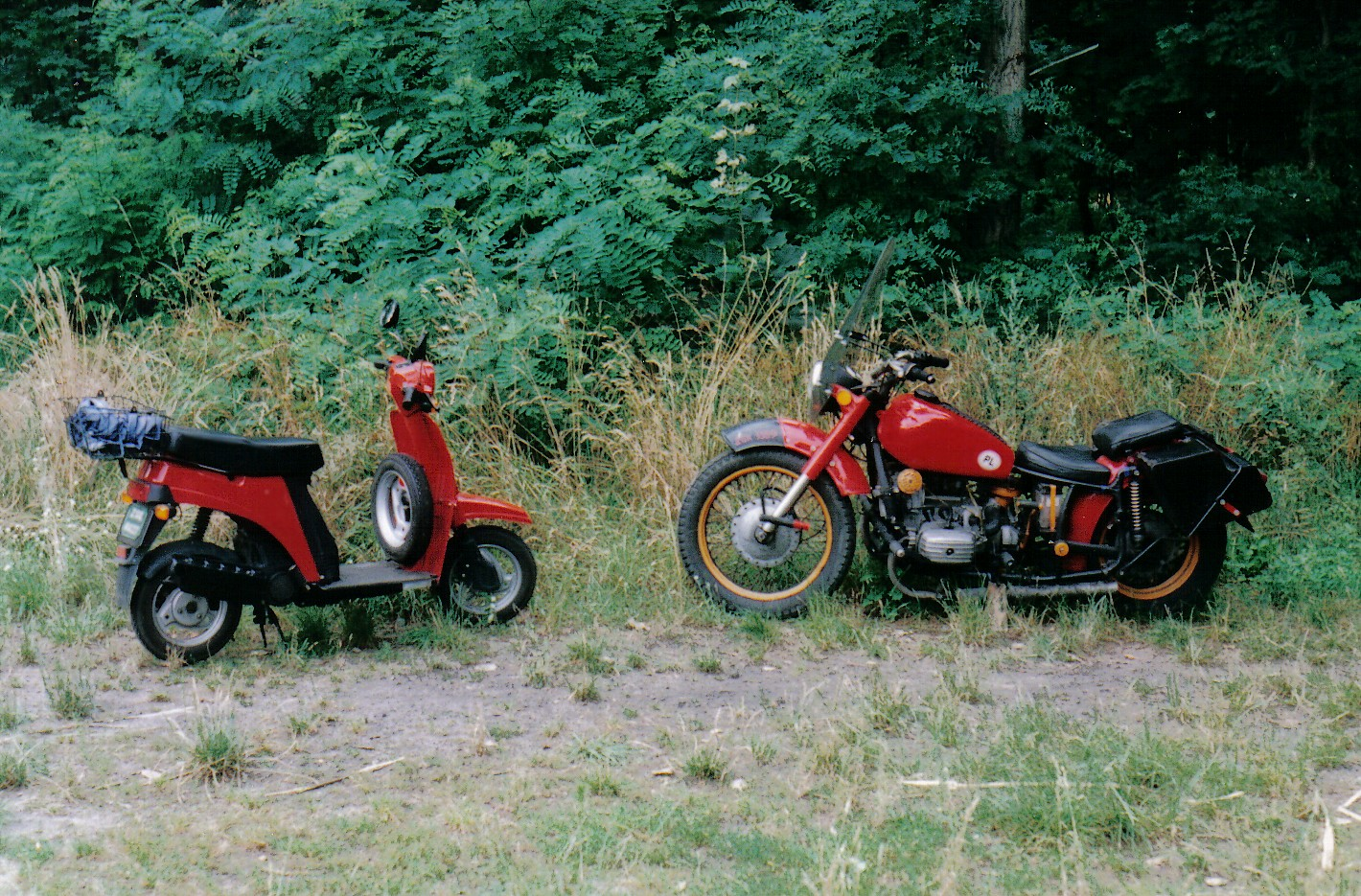
Skuter (z lewej) i motocykl (z prawej)

Skuter (ang. scooter) – rodzaj motoroweru lub motocykla, który prowadzi się bez obejmowania go nogami, z silnikiem i zbiornikiem paliwa najczęściej umieszczonymi pod kanapą. Posiada stałe osłony nóg, obniżoną ramę ułatwiającą wsiadanie, a zamiast podnóżków podesty dające oparcie całej stopie. Bardzo często pod kanapą można spotkać bagażnik. W większości nowoczesnych konstrukcji stosowna jest bezstopniowa automatyczna skrzynia biegów pozwalająca na sprawne ruszanie i wygodną jazdę. Najlżejsze, z silnikiem spalinowym 50 cm³, są zaliczane do kategorii motorowerów. Małe koła i niska prędkość maksymalna sprawiają, że skutery są użyteczne w ruchu miejskim, ale rzadko sprawdzają się w terenie. Obecnie wśród skuterów można wyróżnić segment maxi-skuterów. Są one bardziej masywne, mają większe owiewki i napędzają je silniki o większej pojemności (125 cm³ i więcej). Posiadają także zazwyczaj więcej schowków. Konstrukcja ich pozwala na wygodne pokonanie długiej trasy, jednocześnie nie utrudniając przemieszczania się w mieście. Największymi producentami skuterów są obecnie: Piaggio, Peugeot, Aprilia, Yamaha, Suzuki, Honda, PGO, TGB, Kymco, a importerami w Polsce: Romet, Junak Keeway, Motobi, Benzer, Zipp i Kingway.
Błędem jest utożsamianie skuterów z motorowerami. Skuter to specyficzna konstrukcja jednośladów, może być zgodnie z prawem zarejestrowany zarówno jako motorower, jak i motocykl.

## Historia
Pierwsze skutery powstały w latach dwudziestych, np. DKW – Lomos z 1922, ale popularność zdobyły po II wojnie światowej dzięki Vespie oraz Lambretcie.
W Polsce, gdzie produkowano skuter Osa, największą popularność uzyskały około 1960 roku. Dzięki niewielkiemu zużyciu paliwa, niskiej cenie i dużej mobilności w mieście są alternatywą dla samochodów.
W XXI wieku skutery stały się bardzo popularnym środkiem transportu, szczególnie w krajach azjatyckich. W Polsce po wprowadzeniu możliwości jazdy motocyklami 125 cm³ dla posiadaczy prawa jazdy kategorii B przez 3 lata popularność skuterów (będących najczęściej motorowerami) zmalała, jednak dalej często są używane przez nastolatków posiadających dokument kategorii AM, dostawców jedzenia czy listonoszy. Największe produkowane skutery mają pojemności nawet 800 cm³ i moc 75 KM, co pozwala osiągać prędkości zbliżone do 200 km/h, jednak wymagają motocyklowego prawa jazdy. Skuter, jak każdy motocykl i motorower, musi być zarejestrowany i mieć aktualne ubezpieczenie. Od 7 lipca 2009, skutery będące motorowerami muszą raz na 2 lata przechodzić obowiązkowe badania techniczne.
W latach 2000–2017 bardzo popularny stał się tuning skuterów, czyli zwiększanie ich mocy i osiągów oraz zmiana wyglądu tak, by skuter wyglądał okazalej i odróżniał się od innych. Powoduje to jednak w większości przypadków wykroczenie poza granice prawnie wyznaczone dla motorowerów, jakimi najczęściej są przerabiane skutery, co zmienia ich klasyfikację prawną i nie jest dozwolone bez zmiany kategorii w dokumentach z motoroweru na motocykl. Europejski standard emisji spalin „Euro 4" wprowadzający nakaz stosowania w skuterach gaźnika elektronicznego lub sterowanego elektrycznie wtrysku paliwa ograniczył ten proceder, ponieważ stało się to droższe, a zatem nieopłacalne
Warto wspomnieć, że pierwszym klubem skuterowym w Polsce był Roller Club Gdańsk działający w latach 1997-2001. Wydawał zin „Skuter Zabytkowy” i zorganizował pierwszy zlot skuterów Skutermania w Chmielnie. Był to rok 2000.

## Marki i miejsca produkcji
Współczesne

- Adly  Tajwan
- Atala  Włochy
- Allstate  Stany Zjednoczone
- Aprilia  Włochy
- ATX
- Avenger
- Bajaj  Indie
- Baotian  Chiny
- Barton  Chiny i  Japonia
- Benelli  Włochy
- Benzer  Chiny
- Bernardet  Francja
- BMW  Niemcy
- Centro
- CPI  Tajwan
- Cushman  Stany Zjednoczone
- Daelim  Korea Południowa
- Derbi  Hiszpania
- Ferro  Chiny
- Garelli  Włochy
- Giantco  Chiny
- Gilera  Włochy
- Honda  Japonia
- Italjet  Włochy
- Jialing  Chiny
- Almot Junak  Chiny
- Keeway  Chiny
- Kenos  Chiny
- Kingway  Chiny
- Kreidler  Niemcy
- Kymco  Tajwan
- Lambretta  Włochy
- Longjia  Chiny
- Malaguti  Włochy
- Motobi  Chiny
- motoMagnus  Chiny
- Peugeot  Francja
- PGO  Tajwan
- Piaggio  Włochy
- Quest  Chiny
- Rieju  Hiszpania
- Romet  Chiny
- Sharp
- Stella  Indie
- Suzuki  Japonia
- SYM  Tajwan
- Taiwan Golden Bee (TGB)  Tajwan
- Vespa  Włochy
- Yamaha  Japonia
- Zipp  Chiny
- Zumico  Chiny

Historyczne
- Cezeta  Czechosłowacja
- Jawa  Czechosłowacja
- DKW  RFN
- Dürkopp  RFN
- Fuji Rabbit  Japonia
- Goggo  RFN
- Heinkel  RFN
- Hirano  Japonia
- IWL  NRD
- Mitsubishi SilverPigeon  Japonia
- Osa  Polska
- Simson  Niemcy
- Tuła  ZSRR